# Regno di Rheged

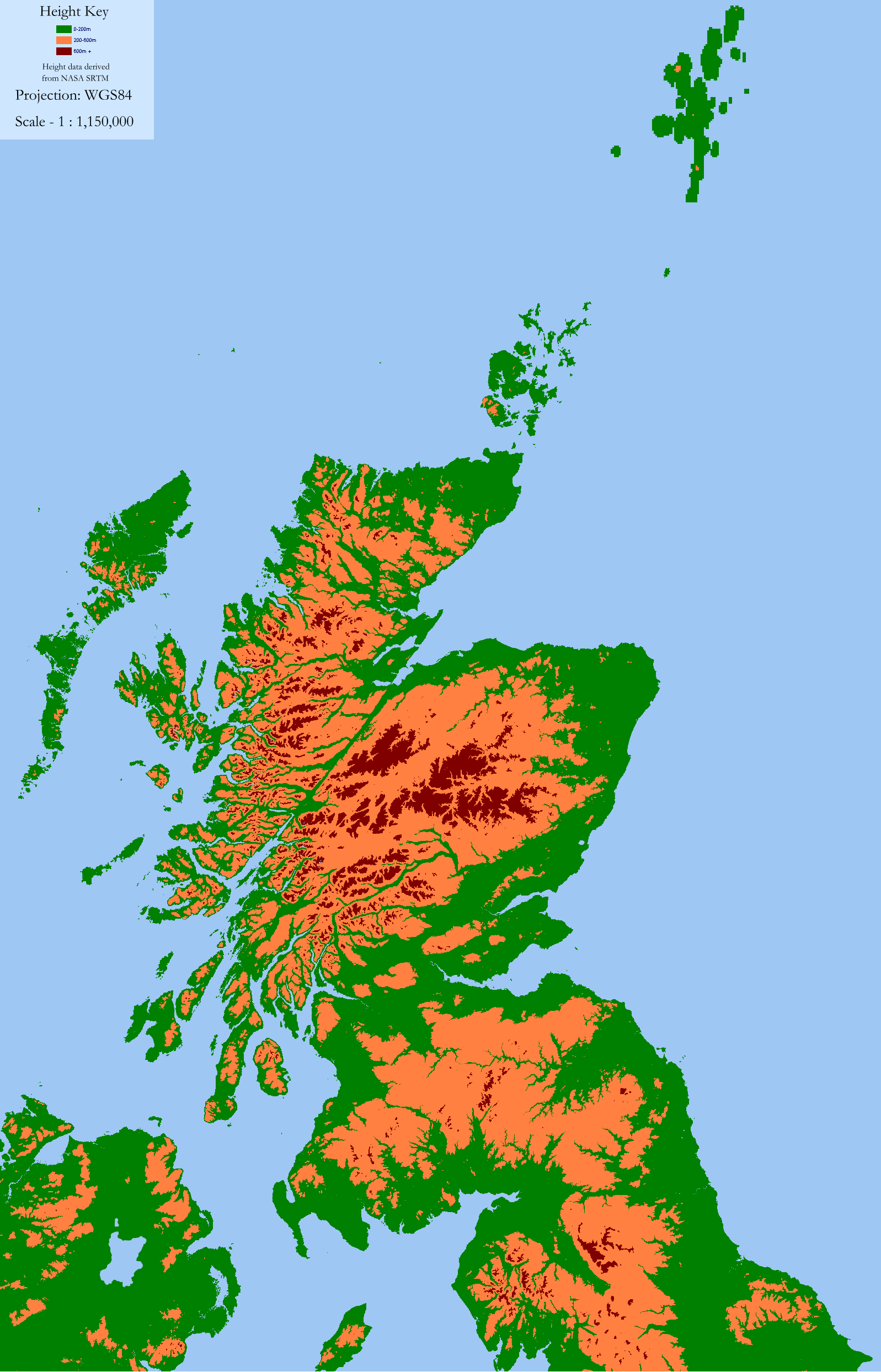
La Gran Bretagna del nord.

Il Regno di Rheged era uno dei regni dello Hen Ogledd ("Antico Nord"), la regione di lingua brittonica di quella che oggi è l'Inghilterra settentrionale e la Scozia meridionale, durante l'era post-romana e l'Alto Medioevo.
Il nome Rheged deriva da una parola cumbrica che significa liberato, libertà, libero nella continuità. Ciò ha probabilmente una correlazione con la resistenza celtica che nei secoli V e VI si ebbe in queste terre contro l'invasione e l'espansionismo anglosassoni. La lingua più parlata era il cumbrico, una lingua britannica simile al gallese. Dopo l'incorporazione del Rheged nella Northumbria, questa lingua fu gradualmente rimpiazzata dall'antico inglese, sopravvivendo però in alcune comunità rurali. Tuttavia, il nome Cymry sopravvisse dapprima in quello di Cumberland e poi in quello di Cumbria.

## Geografia e storia
Il Rheged fu un regno ubicato nell'Inghilterra nord-occidentale e forse nella Scozia sud-occidentale. Nacque dopo la frantumazione dell'Y Gogledd Hen, il grande regno nordico di Coel Hen. Nelle fonti storiche è associato con Urien (in quanto Rheged appare come suo epiteto) e la sua famiglia. Sarebbe stato Urien ad unire i regni settentrionali in una coalizione che inflisse alcune sconfitte agli anglosassoni della Bernicia nella seconda metà del VI secolo. Queste vittorie sono ricordate da Nennio e celebrate dal bardo Taliesin, che chiama Urien sovrano del Rheged. Egli viene quindi collocato nella Gran Bretagna settentrionale, in particolare, forse, nel Westmorland, dato che viene definito "sovrano di Llwyfenydd", area che viene identificata con la Valle del Lyvennet. Una tarda leggenda associa Urien con la città di Carlisle, che si trova a sole 25 miglia di distanza. Higham suggerisce che il Rheged era "ampiamente confinante con la precedente Civitas Carvetiorum, unità amministrativa romana che ruotava attorno a Carlisle". È generalmente accettato che il regno del Rheged comprendesse gran parte della moderna Cumbria. Il toponimo Dunragit (che probabilmente significa "Forte di Rheged") suggerisce che, almeno per un certo periodo, il Rheged si estendesse nel Dumfries e nel Galloway. C'è anche chi suggerisce che potrebbe essersi esteso fino a Rochdale, nel Greater Manchester, che è indicato nel Domesday Book come Recedham. Il fiume Roch, lungo le cui sponde sorge Rochdale, è indicato nel XIII secolo come Rached o Rachet. Certamente il regno di Urien si estese anche verso est, dato che è definito "sovrano di Catraeth", cioè di Catterick, che si trova nello Yorkshire settentrionale. 
Prima del 730 il Rheged fu annesso dalla Northumbria, regno nato dall'unione tra la Bernicia e la Deira). Dato però che attorno al 638 c'era stato un matrimonio tra il principe Oswiu di Northumbria (che in seguito diverrà anche Bretwalda degli anglosassoni) e una principessa del Rheged, Rhianfelt, nipote di Rum, è possibile che l'annessione alla Northumbria sia avvenuta in modo pacifico a seguito di diritti dinastici.
Esiste una seconda genealogia reale del Rheged che crea una discendenza dal fratello di Cynfarch Oer: Elidyr Llydanwyn. Secondo il trattato gallese Bonedd Gwŷr y Gogledd il figlio di Elidir, Llywarch Hen, fu un sovrano nella Gran Bretagna settentrionale nel VI secolo. Egli fu scacciato dal suo territorio dopo la morte di Urien e fu in seguito associato con il Powys. È però possibile che questo collegamento tra il Powys e Llywarch sia avvenuto solo molto più tardi, probabilmente nel IX secolo. Llywarch viene indicato in alcuni poemi come re del Rheged meridionale e in altri come sovrano di Argoed e ciò fa pensare che queste due regioni combaciassero. Secondo alcuni studiosi a un certo punto della sua storia il Rheged sarebbe stato diviso in una parte settentrionale e in una meridionale. Mentre la prima avrebbe avuto due capitali, Caerliwelydd e Dunragit, i sovrani della parte meridionale avrebbero invece usato come loro base la vecchia fortezza romana di Caer Robais (nel Lancashire). Tutte queste ricostruzioni sono però puramente ipotetiche. I collegamenti della famiglia di Llywarch e Urien con il Powys ha fatto inoltre ipotizzare ad alcuni che, vista la vicinanza, l'area dell'odierno Lancashire potrebbe essere stata quella di loro provenienza.
Ci sono forti evidenze del fatto che missionari cristiani irlandesi furono attivi nella regione (sebbene, almeno nominalmente, il Rheged fosse cristiano sin dal tempo dei romani) come è dimostrato da diverse antiche chiese dedicate a San Columba. Anche commercianti, pirati e coloni irlandesi di certo giunsero in queste zone, portando il culto di San Columba.